# Heaton Wrenn
Pas d'image ? Cliquez ici

a Compétitions nationales et continentales officielles uniquement.

b Matchs officiels uniquement.
Dernière mise à jour le 23 mai 2012.
Heaton Luse Wrenn, né le 18 janvier 1900 à San Francisco en Californie et mort le 16 janvier 1978 à Honolulu, est un joueur américain de rugby à XV évoluant au poste de troisième ligne. Il est champion olympique avec l'équipe des États-Unis de rugby à XV en 1920.

## Biographie
Né à San Francisco, Heaton Wrenn grandit à Burlingame et fait ses études à l'Université Stanford où il joue au rugby à XV avec l'équipe des Indians de Stanford. En 1920, il est membre de l'équipe olympique américaine qui part en Europe pour disputer les Jeux olympiques à Anvers. Il remporte la médaille d'or avec l'équipe de rugby qui bat l'équipe de France sur le score de 8 à 0 dans l'unique match de la compétition. Un mois après le titre olympique, il dispute un test match contre les Français, cette fois perdu sur le score de 14 à 5. Il obtient un Baccalauréat universitaire ès lettres en 1922 puis un Doctorat en droit en 1924. Après ses études, il est admis au barreau de Californie mais il déménage rapidement à Hawaï où il fonde un cabinet lucratif, le Anderson, Wrenn & Jenks. Par la suite, il devient le président du barreau d'Hawaï en 1945. Il meurt à Honolulu le 16 janvier 1968 à l'âge de 77 ans.

## Palmarès
- Champion olympique de rugby à XV aux Jeux olympiques d'été de 1920